# 薛應旂
薛應旂（1500年—1574年），字仲常，號方山，直隸武進縣（今江蘇省常州市武進區）人，明朝政治人物，嘉靖乙未進士，官至浙江副使。

## 生平
薛應旂生于弘治十三年（1500年），嘉靖十三年應天府乡试第九十名，嘉靖十四年（1535年）乙未科会试第二名，廷试三甲三十三名進士，授浙江慈谿縣知縣，改江西九江府儒學教授，十六年任丁酉科福建乡试考试官，十八年秋遷南京考功司主事，二十二年考满，封贈父母、妻子。晋本司郎中，主管二十四年乙巳京察。大學士嚴嵩曾為給事中王曄所劾，懷恨在心，托尚寶司丞諸傑寫信給應旂，令其將王曄落職。薛應旂反而罷黜諸傑，嚴嵩大怒。此後，應旂又罷黜常州府知府符驗，嚴嵩令御史桂榮劾其挾私報復家鄉郡守，謫建昌府通判。在建昌三月，復升刑部员外郎，二十五年五月继母吴太安人去世丁忧，次年丁未父亲又去世，嚴嵩失勢後，服阕復起为礼部署郎中，二十九年十月升浙江提學副使，三十四年调任陕西鄜延兵备副使，以大計罷歸。無錫顧憲成兄弟年少，從其求學。萬曆二年（1574年）卒。

## 家族
曾祖薛瑞。祖父薛锳。父薛卿。母史氏；继母吴氏。具庆下。兄應廷、弟應辰、邦臣、應嘉。長子薛近魯（1532年-？）之子薛敷政、薛敷教；四子薛近兗均成進士。

## 著作
應旂雅工場屋文字，與王鏊、唐順之、瞿景淳齊名。著有《宋元資治通鑑》、《考亭淵源錄》、《甲子會記》、《四書人物考》、《高士傳》、《薛子庸語》、《薛方山紀述》、《憲章錄》、《方山文錄》、《浙江通誌》等。